# Tư vấn viên
Tư vấn viên hay còn gọi là nhân viên tư vấn là những người thực hiện nghề tư vấn.

## Tổng quan
Về tính chất nghề nghiệp, Tư vấn viên là một nghề mang lại nhiều quyền lợi như có mức thu nhập cao, tính linh hoạt cao trong công việc, sự chủ động trong công việc, luôn tạo ra những cơ hội giao lưu, trao đổi, chia sẻ kinh nghiệm trong nghề không chỉ với các đồng nghiệp và đây là công việc có thể truyền lại công việc kinh doanh. Tư vấn viên đang được xem là một nghề hợp thời và có tính ổn định cao, có thể phát triển lâu dài cả bản thân lẫn sự nghiệp của mỗi cá nhân.
Khi nhu cầu của con người ngày càng gia tăng thì các dịch vụ đi theo cũng không ngừng phát triển. Một trong những nghề phát triển trong thời đại mới chính là nghề tư vấn viên trong mọi lĩnh vực do đó nghề tư vấn viên được coi là một trong những công việc thu hút được sử quan tâm của giới trẻ làm công tác văn phòng cũng như phụ nữ nhờ mức thu nhập hấp dẫn và sự năng động trong công việc nhất là khi ngành kinh doanh bán hàng trực tiếp đang ngày càng phát triển trên thế giới.
Ở Việt Nam, tư vấn viên pháp triển một phần do nhu cầu của xã hội và tỷ lệ thất nghiệp đối với các công việc truyền thống tương đối cao do đó một bộ phận chuyển sang thực hiện công việc có tính chất khá mới mẻ này, nó không chỉ mang lại cơ hội việc làm cho những người ở thành thị và có kiến thức sẵn, những người ở mọi vùng miền và kể cả chưa có những kỹ năng nghề nghiệp vẫn có thể trở thành một Tư vấn viên và ở góc độ vĩ mô, đã đem lại cơ hội nghề nghiệp cho nhiều người, giúp giải quyết một lượng việc làm khá lớn cho người dân, chia sẻ bớt gánh nặng thất nghiệp cho xã hội.
Một số lĩnh vực tư vấn như tư vấn viên pháp luật hay tư vấn viên pháp lý có thể được cấp thẻ hành nghề.

## Yêu cầu
Để trở thành tư vấn viên, những người làm công tác này cần có một số phẩm chất sau:
- Phải có tư duy cởi mở và khả năng tiếp thu nhanh, tiếp thu được nhiều nguồn kiến thức khác nhau.
- Có khả năng ngoại giao và kỹ năng thương thuyết
- Xây dựng được mối quan hệ với khách hàng tiềm năng
- Là người có kiến thức chuyên môn và lựa chọn đúng lĩnh vực tư vấn, ví dụ như khi một công ty hay tổ chức cần được biết rõ về hiện trạng của mình hay tình trạng thị trường để dựa vào đó để lập ra chiến lược phát triển thì họ sẽ cần tìm một nhà tư vấn.
- Tạo dựng lòng tin bằng việc có trách nhiệm với những lời tư vấn của mình vì Sự tín nhiệm là cách tốt nhất để thành công trong nghề tư vấn.
- Trung thực và có trách nhiệm
- Có khả năng độc lập và tác phong năng động
- Biết đối phó với những khó khăn trong công việc
- Luôn cập nhật liên tục mọi sự thay đổi của xã hội về tất cả các lĩnh vực từ tài chính, kinh tế, kế toán hay quản lý,  phải tự mở rộng kiến thức và sở thích của bản thân thường xuyên cũng như khả năng tự học hỏi cao.

## Một số chuyên gia tư vấn người Việt Nam
- Chuyên gia tâm lý học Đinh Đoàn, Nguyễn Thị Mùi và bác sĩ Vũ Minh Phượng, Hoàng Thúy Hải trong chương trình Cửa sổ tình yêu của Đài tiếng nói Việt Nam.
- Chị Thanh Tâm trong báo Phụ nữ Việt Nam.
- Bác sĩ Trần Bồng Sơn.